# あべのグラントゥール
あべのグラントゥールは、大阪府大阪市阿倍野区阿倍野筋一丁目にある超高層マンション、阿倍野A1地区第二種市街地再開発事業A3棟の総称である。

## 沿革・概要
阿倍野再開発事業として取り組まれた開発のＡブロックに位置するマンションであり、同事業の中では比較的遅い2004年 (平成16年) 9月30日 に工事が完成した。当マンションの40階はＡブロック内で2番目に高いあべのniniの24階、同事業全体で2番目に高いあべのグランエア27階と比べても突出して高いが、日本一高い建築物であるあべのハルカスが北東すぐにあるため、極端に目立つ存在ではない。

## 建築概要
- 高さ144メートル
- 1F：エントランス、駐輪場
- 2F-40F：分譲住宅
- 総戸数：401戸
- 別棟：立体駐車場（６階建で屋上部には公園がある）、公衆浴場（1階）
- 設計：大阪市住宅局建設部、安井建築設計事務所
- 施工：竹中工務店、東急建設、長谷工コーポレーション、松村組ＪＶ[2]

## 交通機関へのアクセス
市道を挟んで隣接するあべのキューズモール地下１階の金塚方面口から地上で直結している。これはキューズモールの主な入口（１階）がある東側から当マンションがある西側にかけて急激に地面が下っていることに拠る。したがって下記の駅とはキューズモールフロアを経て地下道からアクセス可能である。
- Osaka Metro谷町線阿倍野駅 – 徒歩3分
- 同線・御堂筋線天王寺駅 - 徒歩5分
- 近畿日本鉄道大阪阿部野橋駅 - 徒歩5分
- JR西日本天王寺駅 - 徒歩7分
- 阪堺電気軌道天王寺駅前, 阿倍野停留場 - 徒歩4分

## 隣接施設
- あべのハルカス
- あべのキューズモール, あべのキューズタウン, アベノセンタービル, あべのルシアス, あべのベルタ
- 天王寺公園, 天王寺動物園